# Сумской, Вячеслав Игнатьевич
Вячесла́в Игна́тьевич Сумско́й (укр. В'ячеслав Гнатович Сумський; 6 сентября 1934 года, Верблюжка, Украинская ССР — 12 сентября 2007, Киев, Украина) — советский и украинский театральный актёр. Народный артист УССР (1981). Отец двух народных артисток — Наталии и Ольги Сумских. Муж  Анны Ивановны Сумской,  Заслуженной артистки УССР (1975).

## Биография
Родился в селе Верблюжка (теперь Кропивницкий район Кировоградской области). 
Окончил в 1956 г. Киевский театральный институт (курс Л.А. Олейника).
С 1957 по 1990 — актёр Львовского, Запорожского, Полтавского драматических театров. 
В 1990—1993 гг. — актёр киевского театра «Будьмо!».
С 1993 г. — в Национальном театре имени И. Франко.
Умер 12 сентября 2007 года. Похоронен на Байковом кладбище.

## Театры
1956—1966 — Львовский украинский драматический театр им. М. Заньковецкой.
Запорожский музыкально-драматический театр 1966—1981
Киевский украинский драматический театр имени И.Франко 1993—2007

## Фильмография
- 2005 — Банкирши — оперативник
- 1993 — Сад Гефсиманский — Николай Прокуда — агроном, заключенный
- 1993 — Преступление со многими неизвестными — Дуневич — присяжный заседатель
- 1992 — Киевские просители — эпизод
- 1991 — Народный Малахий — зазывала в заведении — герой революции
- 1982 — Казачья застава — эпизод